# ジョン・マクスウェル (第2代ファーナム伯爵)
第2代ファーナム伯爵ジョン・ジェームズ・マクスウェル（英語: John James Maxwell, 2nd Earl of Farnham、1759年2月5日 – 1823年7月23日）は、アイルランド王国出身の政治家、貴族。トーリー党に所属し、アイルランド庶民院議員、アイルランド貴族代表議員を歴任した。1785年から1800年までマクスウェル卿の儀礼称号を使用した。

## 生涯
初代ファーナム伯爵バリー・マクスウェルと1人目の妻マーガレット・キング（Margaret King、1766年12月4日没、トマス・キングの娘）の息子として、1759年2月5日に生まれた。
1780年から1783年までと1793年から1800年までの2度にわたってキャバン・カウンティ選挙区の代表としてアイルランド庶民院議員を務め、1800年10月7日に父が死去するとファーナム伯爵位を継承した。1816年から1823年までアイルランド貴族代表議員を務め、議会ではトーリー党に属した。
1823年7月23日にロンドンのパルトニー・ホテル（Pulteney Hotel）で死去、8月2日にキャバンで埋葬された。ファーナム伯爵位は後継者がおらず廃絶、ファーナム男爵位は叔父ヘンリー・マクスウェルの息子ジョン・マクスウェル・バリーが継承した。

## 家族
1784年、グレース・カフ（Grace Cuffe、1766年ごろ – 1856年2月10日、トマス・カフの娘）と結婚したが、2人の間に子供はいなかった。